# Verrallina rara
Verrallina rara är en tvåvingeart som först beskrevs av Mercedes Delfinado 1968.  Verrallina rara ingår i släktet Verrallina och familjen stickmyggor. Inga underarter finns listade i Catalogue of Life.